# Ferdinando Cospi
Ferdinando Cospi (Bologna, 1606 – Bologna, 19 gennaio 1686) è stato un nobile, politico e collezionista d'arte italiano, fondatore del museo cospiano, una delle più importanti Wunderkammern italiane del XVII secolo.

## Biografia
Ferdinando Cospi nacque a Bologna, figlio di Vincenzo Cospi e di Costanza de' Medici, nel 1606; nel 1610 fu portato a Firenze dal padre in fuga da Bologna dopo una lite con il Conte Ercole Pepoli. Presso la corte medicea Ferdinando iniziò il suo cursus honorum ricoprendo i due gradi successivi di paggio, prima dalla livrea rossa, poi dalla livrea nera, quando il Principe ereditario, figlio di Cosimo II, alla morte di questi passò a governare. Nel 1616 fu nominato membro dell'Ordine dei cavalieri di Santo Stefano. Nel 1624, alla morte del padre, Ferdinando ne ereditò le cariche, diventando gentiluomo di camera nonché, dopo il suo ritorno a Bologna per occuparsi del proprio patrimonio, ministro residente a Bologna per gli affari fra i Medici e la Lombardia. In cambio dei suoi servigi ottenne dai signori di Toscana varie commende, il baliato di Arezzo nel 1641 e la Marca di Petriolo nel 1648. Nel 1637 aveva sposato Smeralda Banzi, dalla quale ebbe un'unica figlia, Dorotea, anch'ella presentata alla Corte mediсеа. A Bologna, nel 1629 era stato nominato dal Senato capitano di una compagnia di soldati a cavallo. Nel 1650, essendosi estinto il ramo senatorio della famiglia Cospi, gli fu trasmesso il Senatorato; fu quattro volte Gonfaloniere: nel 1652, nel 1658, nel 1665 e nel 1672. Nel 1673 rinunciò alla dignità senatoria a favore del cugino Angelo Cospi, costituito anche suo erede per una parte dei beni. I suoi contatti con Firenze furono continui e strettissimi per tutta la sua lunga vita, testimoniati da due volumi di lettere scrittegli da Cosimo III negli anni fra il 1671 e il 1682. Egli prese parte assai attiva alla vita culturale della sua città, ospitando, secondo l'uso del tempo, nella sua dimora l'Accademia dei Gelati di cui fu anche principe.
Ferdinando Cospi morì il 19 gennaio 1686 e fu sepolto nella cappella gentilizia dei Cospi, nella Basilica di San Petronio.

## Il Museo Cospiano
Nel 1657 Ferdinando Cospi chiese in concessione al Senato una sala con due stanzette attigue per trasferirvi il suo Museo conservato fino ad allora nella sua casa di Via S. Vitale 27, ed affiancarlo così al Museo Aldrovandiano che già si trovava in Palazzo Pubblico. In cambio avrebbe lasciato l'intera sua raccolta alla città «... per servitio pubblico ..., fornita di un catalogo ... con Molte figure, et eruditioni ...» composto dall'erudito dottor Lorenzo Legati, come si legge nella supplica rivolta al Senato bolognese in data 24 giugno 1660, probabile copia di una precedente andata quasi certamente dispersa.
Nel 1672, ritirandosi dalle cariche pubbliche, formalizzò la sua donazione nel «Raggionamento del Sig. Marchese Balì Ferdinando Cospi fatto in Senato nell'ultimo Reggimento mentre era ancora Gonfaloniere di Bologna», in cui descrive come e quando ha realizzato la sua collezione. Cospi volle lasciare il suo Museo ordinato ed arricchito di ben due cataloghi, stampati rispettivamente nel 1667 e nel 1677, che egli fece stendere al medico cremonese Lorenzo Legati, cui fece aggiungere un inventario edito nel 1680 di autore anonimo.
Nel 1743 le collezioni Aldrovandi e Cospi confluirono nei Musei dell'Istituto delle Scienze di Bologna. Nel 1878 furono unite alle raccolte comunali, di cui dal 1861 faceva parte la collezione di antichità di Pelagio Palagi. Tra i reperti più preziosi appartenuti al museo cospiano si ricorda il cosiddetto Codex Cospi, uno dei soli tredici manoscritti mesoamericani precolombiani oggi esistenti al mondo. Si tratta di un calendario rituale messicano del secolo XV, dipinto su 24 facciate, su pelle di cervo o daino, ripiegata a soffietto. Il Codex Cospi è attualmente conservato presso la Biblioteca universitaria di Bologna (BUB, ms. 4093). Apparteneva alla collezione Cospi anche la celeberrima patera cospiana, uno specchio etrusco finemente inciso rinvenuto intorno al 1630 in una tomba aretina e oggi conservato al Museo civico archeologico di Bologna.